# Oswald
|  | Per a altres significats, vegeu «Oswald de Northúmbria». |

Oswald fou un ealdorman de Sussex, conjuntament amb tres reis anteriors: Osmund, Ælfwald i Oslac. Feu de testimoni en una carta d'Offa, Rei de Mèrcia, datada el 772 com a Osuualdus dux Suðsax. Va ser inclòs en una llista al capdavant dels tres reis anteriors Osmund, Ælfwald, i Oslac, cosa que implica que la seva posició era més alta. És probable que tot quatre fossin anteriors reis de Sussex, deposats després de la conquesta d'Offa. Tanmateix, això és una mera especulació mera; ja que no hi ha cap evidència real que Oswald mai hagués regnat com a rei. No hi ha constància que Oswald signés per ell mateix cap carta.